# گمینا نووا رودا
گمینا نووا رودا (به لهستانی:  Gmina Nowa Ruda) یک گمینا در لهستان است که در شهرستان کووزکو واقع شده‌است. گمینا نووا رودا ۱۳۹٫۶۶ کیلومتر مربع مساحت و ۱۲٬۱۹۶ نفر جمعیت دارد.